# 武田惣角
武田惣角（日语：／ Takeda Sōkaku，1859年11月4日—1943年4月25日），武號源正義，是近代日本的一位武術家，大東流合氣柔術的中興之祖。
武田惣角出生在相撲力士的家庭，是會津藩藩士武田惣吉的次子。其祖先甲斐武田氏，是戰國時代著名大名武田信玄的後代。祖父惣右衛門曾向會津藩家老西鄉賴母（保科賴母）教授陰陽道。幼年時勤奮學習武術，學會了相撲、柔術、劍術（小野派一刀流、鏡新明智流）、槍術（寶藏院流）等武術。13歲時說服父親前往東京，成為父親的朋友直心影流男谷派劍術大師榊原鍵吉的內傳弟子。此外又學習棒術、槍術、薙刀術、鎖鐮術、弓術等武術。
大約在20世紀10年代左右，兄長武田惣勝病死，惣角返回家鄉並繼承了武田氏當主之位。此後在西南戰爭爆發期間離開家鄉，投身於西鄉隆盛的軍中。西鄉戰敗後，武田惣角遊歷九州島各地，修行武術。1888年（明治21年）在福島縣會津坂下町結婚，生下一子一女。
武田惣角由於精通劍術和柔術而負有盛名，被人稱為「會津的小天狗」。而此前擔任會津藩家老的西鄉賴母，因為在戊辰戰爭中支持江戶幕府而家破人亡，淪為靈山神社的宮司。西鄉賴母知武田惣角武名之高，念自己與武田惣角的祖父有師生之誼，遂將祖傳的大東流合氣柔術傳授給了他，要求武田對其進行弘揚。此後武田惣角遊歷日本全國，傳授大東流合氣柔術，培養了眾多弟子。諸如合氣道的創始人植芝盛平、以及韓式合氣道的創始人崔龍述，都是他的徒弟。
1912年，武田惣角在北海道再婚，此後定居北海道。1943年在青森縣病死。